# The Life & Times of Tim
The Life & Times of Tim är en amerikansk animerad TV-serie som hade premiär den 28 september 2008. Serien skapades av Steve Dildarian och handlar om Tim (Steve Dildarian), en man i 20-30-årsåldern, som lever i New York med sin flickvän Amy. Tim hamnar konstant i konstiga situationer, både i jobbet och i sitt personliga liv. Programmet utvecklades ursprungligen för Fox 2007, men istället kom HBO att ta upp serien.

## Roller
- Steve Dildarian som Tim, programmets huvudkaraktär.
- M.J. Otto som Amy, Tims flickvän.
- Nick Kroll som Stu, Tims bästa vän och medarbetare.
- Matt Johnson som Rodney.
- Peter Giles som The Boss, Tims, Stus and Rodneys boss.
- Bob Morrow som den prostituerade Debbie